# Eisenbahnunfall von Murdock
Der Eisenbahnunfall von Murdock endete in einer Explosionskatastrophe. Auslöser war die Entgleisung eines Güterzugs, der Alkane transportierte, am 2. September 1983 bei der kleinen Ortschaft Murdock, Illinois, USA. Bekannt wurde das Ereignis vor allem dadurch, dass sehr früh Medienvertreter vor Ort waren, beide Explosionen auch auf Video dokumentierten und der Unfall so in Nachrichten- und Fernsehsendungen in aller Welt gezeigt wurde.

## Ausgangslage
Der Güterzug X4032 der Baltimore and Ohio Railroad führte eine Reihe von Kesselwagen, die mit Alkanen betankt waren. Er befuhr eine Bahnstrecke, die Springfield mit dem etwa 100 km östlich gelegenen Indianapolis verbindet. Die Strecke war eingleisig und nicht elektrifiziert. Die Gegend, durch die sie im ländlichen Illinois bei dem Dorf Murdock (Douglas County) führt, ist nur dünn besiedelt.

## Unfallhergang
Der Zug war mit 11 Wagen und etwa 40 km/h unterwegs, als die Wagen gegen 15:30 Uhr aus ungeklärter Ursache entgleisten und sofort ein Brand ausgelöst wurde. Das Feuer erhitzte die mit verflüssigtem Gas gefüllten Tanks, was zu einer ersten Explosion eines mit 114 m³ Propangas gefüllten Wagens führte, bei der einer der Kesselwagen mehr als einen Kilometer von der Entgleisungsstelle weggeschleudert wurde.
Die Rettungskräfte griffen zunächst nicht ein, da ihnen unbekannt war, was da brannte und um welches Gefahrgut es sich handelte. Der entgleiste Zug brannte weiter, was zu einer zweiten, noch stärkeren Explosion führte, als ein oder mehrere Kesselwagen mit 190 m³ Isobutan explodierten. Das Feuer brannte 72 Stunden, bevor es gelöscht werden konnte.

## Folgen
Menschen kamen bei dem Unfall nicht zu Schaden. Der Sachschaden an der Eisenbahninfrastruktur und den Fahrzeugen wird seitens des National Transportation Safety Board (NTSB) mit US$ 301.927 beziffert.
Die Explosionen waren so stark, dass alle Spuren, aus denen die Ursache für die Entgleisung hätten abgelesen werden können, vernichtet wurden.